# Adriaan van Hartingsveldt
Adriaan van Hartingsveldt (Nieuw Helvoet, 5 januari 1913 – Hillegersberg, 22 april 1995) was een Nederlandse schrijver van kinderboeken en schoolboeken.  Hij heeft enkele boeken geschreven onder het pseudoniem Joke Dijkshoorn, de naam van zijn echtgenote.

### Schoolboeken
- Het rijke leven - voorloper
- Het rijke leven - deel A
- Het rijke leven - deel 1 t/m 3  (biologieboeken)

### Kinderboeken
- Kobus kraait victorie
- De dappere daad van Willem
- Daan Mulder houdt vol
- Arie Willemsz : een Hellevoetse bestedeling
- De karrehond van Kobus
- De prijs van Kareltje Brink
- Drie jongens krijgen een goede vriend
- Het Heilig Boek ... voor mij (Kinderbijbel)
- Het kerstgeheim van Dorus
- Het teken van de vis
- Prikkie
- Prikkie gaat de boer op
- Van Koos en Ties en Peer's verlies
- Woudlopers in Papoealand

Onder het pseudoniem Joke Dijkshoorn:
- Annètje en de grote toren
- Van een appeltje dat niet geplukt werd

- International Standard Name Identifier: 0000 0003 9323 3323
- Nederlandse Thesaurus van Auteursnamen: 073185116
- Virtual International Authority File: 287504884
- WorldCat: E39PBJgt7KYhHXHhfyxg4DCfbd